# Io come io
Io come io è il secondo album dei Rovescio della Medaglia, pubblicato nel 1972. In quest'opera l'hard rock più duro della loro produzione si riempie di venature progressive. Impregnato di fraseggi di chitarra acustica e flauto, Io come io descrive musicalmente il pensiero filosofico di Fichte.

## Tracce
1. Io - 6:36
2. Fenomeno - 9:04
  - a) Proiezione
  - b) Rappresentazione
3. Non Io - 6:12
4. Io Come Io - 7:03
  - a) Divenire
  - b) Logica

## Formazione
- Pino Ballarini (voce, flauto)
- Enzo Vita (chitarra)
- Stefano Urso (basso)
- Gino Campoli (batteria)

- Assistente musicale: Rodolfo Bianchi (musicista) - "Foffo" Bianchi
- Tecnico della registrazione: Rodolfo Grappa